# Ondřej Synek
Ondřej Synek, né le 13 octobre 1982 à Brandýs nad Labem, est un rameur tchèque

## Palmarès

### Jeux olympiques d'été
| Discipline     | Athènes 2004 Grèce | Pékin 2008 Chine | Londres 2012 Royaume-Uni | Rio 2016 |
| Deux de couple | 5e                 | -                | -                        | -        |
| Skiff          | -                  | Argent           | Argent                   | Bronze   |

### Championnats du monde
| Discipline       | Lucerne 2001 Suisse | Séville 2002 Espagne | Milan 2003 Italie | Gifu 2005 Japon | Eton 2006 Angleterre | Munich 2007 Allemagne | Poznań 2009 Pologne | Karapiro 2010 Nouvelle-Zélande | Bled 2011 Slovénie | Chungju 2013 Corée du Sud | Amsterdam 2014 Pays-Bas | Aiguebelette 2015 France | Sarasota 2017 États-Unis |
| ---------------- | ------------------- | -------------------- | ----------------- | --------------- | -------------------- | --------------------- | ------------------- | ------------------------------ | ------------------ | ------------------------- | ----------------------- | ------------------------ | ------------------------ |
| Deux de couple   | 5e                  | -                    | Bronze            | -               | -                    | -                     | -                   | -                              | -                  | -                         | -                       | -                        | -                        |
| Quatre de couple | 5e                  | -                    | -                 | -               | -                    | -                     | -                   | -                              | -                  | -                         | -                       | -                        | -                        |
| Skiff            | -                   | -                    | -                 | Bronze          | Bronze               | Argent                | Bronze              | Or                             | Argent             | Or                        | Or                      | Or                       | Or                       |

### Championnats d'Europe
| Discipline | Poznan 2007 Pologne | Montemor-o-Velho 2010 Portugal | Belgrade 2014 Serbie | Poznań 2015 Pologne |
| ---------- | ------------------- | ------------------------------ | -------------------- | ------------------- |
| Huit       | Or                  | -                              | -                    | -                   |
| Skiff      | -                   | Or                             | Or                   | Argent              |